# Eomer
Eomer (inglés antiguo: Ēomǣr, también Eomær) fue el último rey de los anglos hacia finales del siglo III y principios del siglo IV, hijo de Angeltheow y padre de Icel de Mercia, uno de los caudillos conquistadores durante la invasión anglosajona de Gran Bretaña. Tanto Eomer como Offa de Angeln son los únicos caudillos germánicos que se pueden considerar parte de la historia de las dinastías inglesas. El poema Beowulf le menciona en la línea 1960 y se identifica como pariente de «Hemming, sobrino de Garmund, entrenado para la guerra». El profesor N.E. Eliason teorizó sobre los posibles alianzas entre gautas y anglos, basándose en los vínculos familiares de Eomer, cuya madre Hygd era gauta y que en realidad Eomer era hijo de Offa de Angeln, pero el argumento no ha sido aceptado por algunos historiadores. Según la crónica anglosajona («versión E»), Eomer fue enviado por Cwichelm de Wessex para asesinar a Edwino de Deira, pero solo consiguió herirle.